# Hypsiboas marianitae
Hypsiboas marianitae és una espècie de granota que viu a l'Argentina i Bolívia.
Està amenaçada d'extinció per la pèrdua del seu hàbitat natural.